# Ruben Östlund
Ruben Östlund (* 13. dubna 1974, Styrsö) je švédský filmový režisér, scenárista a střihač, dvojnásobný nositel Zlaté palmy za nejlepší film z Filmového festivalu v Cannes v letech 2017 a 2022.

## Život a tvorba
Věnoval se lyžování a natáčel amatérské filmy s lyžařskou tematikou, pak vystudoval filmovou režii na Univerzitě v Göteborgu. V roce 2002 byl jeho dokumentární film Låt dom andra sköta kärleken nominován na cenu Zlatohlávek. Za film Mongoloid s kytarou získal cenu kritiky na Mezinárodním filmovém festivalu v Moskvě a byl nominován na Filmovou cenu Severské rady. V roce 2010 vyhrál Berlínský mezinárodní filmový festival s krátkometrážním filmem Incident v bance. Jeho film Vyšší moc byl nominován na Oscara za nejlepší cizojazyčný film. S filmem Čtverec získal v roce 2017 Zlatou palmu a Evropskou filmovou cenu. V roce 2022 získal Zlatou palmu pro nejlepší film na festivalu v Cannes jeho Trojúhelník smutku (Triangle of Sadness), který je satirou o třídních vztazích a západní společnosti.
Je spolumajitelem produkční společnosti Plattform Produktion.
Byl členem poroty sekce Un certain regard na canneském festivalu v roce 2016.

## Rodina
Jeho matka se angažovala ve Švédské komunistické straně. V Östlundově tvorbě je výrazně přítomná satira na kapitalistický systém.
V letech 2002 až 2007 byl ženatý s režisérkou Andreou Östlundovou, s níž má dvě děti.

## Filmy
- 2004: Mongoloid s kytarou
- 2005: Scéna z mého života č. 6882
- 2008: V moci davu
- 2010: Incident v bance
- 2011: Hra
- 2014: Vyšší moc
- 2017: Čtverec
- 2022: Trojúhelník smutku